# Rodrigo Pastorini
Rodrigo Pastorini (Florida, 4 de març de 1990) és un futbolista uruguaià. Juga a la posició de davanter i el seu actual equip és el Danubio Fútbol Club de la Primera Divisió Professional de l'Uruguai.

## Trajectòria
Amb 14 anys va entrar a les categories inferiors del Danubio Fútbol Club. Va debutar en Primera Divisió el 30 de juny del 2008 en un partit de la lliga pre-Libertadores contra el Club Atlético Peñarol.

## Internacional
Ha estat internacional amb la selecció de futbol de l'Uruguai en categories inferiors.

### Participacions en Campionats Sud-americans
| Campionat Sud-americà                | Seu     | Resultat      |
| ------------------------------------ | ------- | ------------- |
| Campionat Sud-americà Sub-17 de 2007 | Equador | Primera volta |